# Acta de independencia de Yucatán

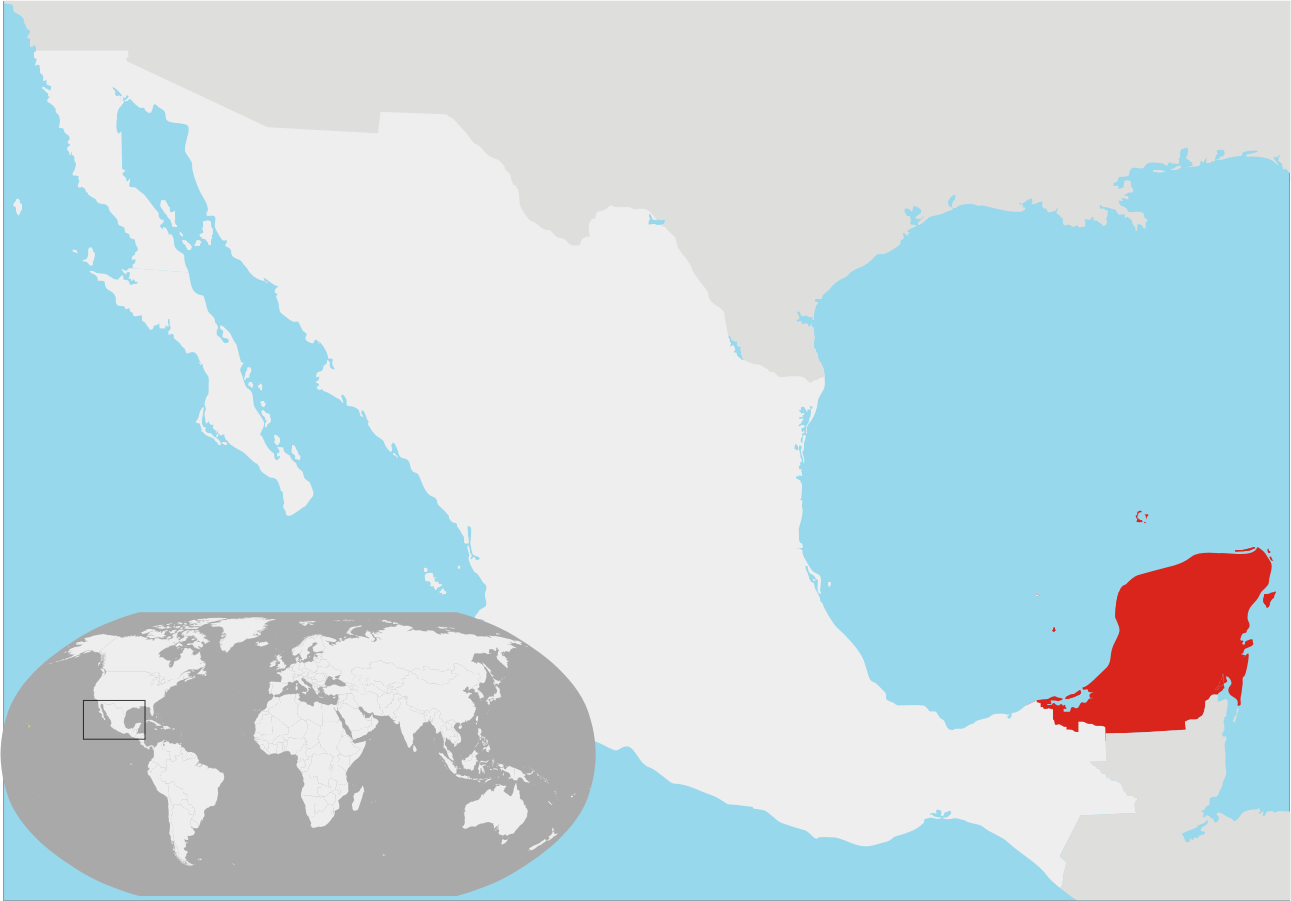
Territorio declarado independiente en 1841.

El Acta de independencia de Yucatán fue un documento firmado el 1 de octubre de 1841 por la Cámara de Diputados local de la entonces llamada República Federada de Yucatán (aunque la Constitución Mexicana de 1824 la reconocía como Estado de Yucatán), que decretaba la separación de la Península de Yucatán (entonces unificada política y administrativamente) de la república mexicana, que al haber adoptado un gobierno centralista en 1835, rompió el pacto federal al que Yucatán había jurado lealtad. La declaración decretaba el nacimiento de la segunda República de Yucatán aunque efectivamente tal república nunca fue constituida de pleno derecho toda vez que bajo el sistema bicameral que por entonces se daba en Yucatán, la cámara de senadores no ratificó la proclamación aprobada por los diputados provocándose una crisis gubernamental en la región. La situación pervivió hasta el año de 1848 en que Yucatán volvió a incorporarse en forma definitiva a México como un estado más de la federación.

## Texto del Acta
ACTA DE LA INDEPENDENCIA DE YUCATÁN
El pueblo de Yucatán, por medio de sus representantes legalmente instalados e investidos con poderes especiales para tratar del grave negocio de su independencia, poniendo al ser supremo por testigo de la rectitud de sus intenciones, después de un detenido y circunstanciado examen, en que ha considerado:
Que la situación política del país, su posición geográfica, su industria y producciones, el estado de su erario, la civilización de sus habitantes y todos los demás elementos indispensables con que cuenta para poderse conservar y sostener por sí solo y separado de México, lo llaman a figurar en la lista de las naciones;
Que la declaración de su independencia, para el progreso de sus ramos, entre ellos el comercio, que es la fuente de la riqueza nacional, y la agricultura, que no influye menos en el aumento de ésta, es el resultado de una averiguación previa e indispensable, practicada con la calma y prudencia necesarias y con el objeto de prever de un modo seguro el resultado que debe producir el desarrollo de los medios físicos y morales que en sí tiene el estado;
Que es inconcluso que cuando un pueblo tiene los recursos necesarios para sostenerse con dignidad, elevándose al rango de nación soberana, al poner los medios para constituirse en la misma línea que otras poblaciones civilizadas, ejerce un acto de justicia conforme a la ley natural, que prescribe que las naciones sean independientes unas de otras, que gocen todas una perfecta igualdad de derechos y que no reconozcan autoridad, jefe o superior que no sea el mismo pueblo;
Que el voto público se ha manifestado ostensiblemente de un modo inequívoco, en favor de los mismos principios, deseándose gozar de las ventajas que ellos proporcionan, en cuyo caso nada hay más justo, conveniente y acertado para obsequiar la voluntad general que examinar, como se ha hecho, si en efecto la situación del país se mejora, si puede sostenerse sin auxilio extraño y, finalmente, si esta determinación debe producir las ventajas que se desean;
Que la naturaleza misma coopera eficazmente a la consecución del objeto que se han propuesto los yucatecos, pues nuestra situación geográfica nos favorece, porque el mar divide nuestro territorio de todos los puntos que hoy se hallan sujetos al gobierno de México, porque esta península tiene tanta extensión, que puede mantener cinco partes más de la población que sostiene, porque sus límites se hallan fijados naturalmente y porque la posesión constante y no interrumpida de territorio en que hemos estado más de trescientos años, nos pone al abrigo de toda controversia respecto del prefijamiento de términos en los tratados, convenciones o reglamentos que para este fin celebremos con las otras naciones;
Que la fuerza de un estado consiste en el número de sus habitantes, y Yucatán cuenta en la actualidad con más de seiscientos mil, que unánimes contribuirán, como hasta ahora, ya con el pago puntual de los impuestos, ya con sus servicios personales y mentales a la opulencia, respetabilidad y decoro de su patria, pudiendo asegurarse, sin temor de errar, que todos los yucatecos, moralmente hablando, se hallan en este sentido, pues que lo han manifestado, sosteniéndose, como se han sostenido, cerca de dos años sin necesidad de auxilios ajenos y estando dispuestos a repeler cualquier fuerza que intente invadirlos con el depravado fin de arrebatarles su soberanía y libertad;
Que este resultado es tanto más seguro e indudable, cuanto que, extendidas nuestras relaciones con otras potencias, se abrirán nuestros puertos a todos los extranjeros, dándoles garantías positivas, aumentando éstos nuestra población, que es la base de la prosperidad pública, acrecentando nuestro tráfico mercantil, que es el fundamento más seguro de las simpatías que han de ligarnos con las naciones vecinas, y dando mayor impulso a nuestra agricultura, que es la fuente de la riqueza nacional, porque alimenta a los habitantes, sostiene al comercio, que es su agente, y a la industria, que es su émula, porque se atraen recíprocamente en razón de que cuando los tres ramos mencionados carecen de protección, reina un descontento sordo en las masas, decaen éstas por la falta de trabajo y de subsistencia, y la prosperidad nacional declina;
Que con la erección de Yucatán en república independiente, no se aumentarán sus gastos en términos que el erario público no pueda soportarlos; pues a excepción del interés correspondiente a la parte de la deuda mexicana que toque al país, previa una justa y equitativa liquidación, no es necesario aumentar muchos empleados; porque si los pueblos están bien regidos y servidos con los jefes subalternos y oficinas que hoy existen, el rango en que debe entrar el país como nación soberana e independiente, no es motivo para crear funcionarios superfluos, pues bastará, si se quiere, variar los nombres a los que existen, y ampliarles, restringirles o modificarles las facultades que tienen, sin aumentarles los sueldos;
Que la extensión que sucesivamente tomará nuestro comercio, debe influir de un modo indudable en la conducta que observen con nosotros las demás naciones, en sus relaciones políticas;
Que por tanto interesa asegurar y mantener con ellas una paz duradera y una perfecta armonía, pues todo lo que destruya y embarace ésta, será un principio de quejas y controversias, que podrá degenerar fácilmente en medios de hecho y en hostilidades manifiestas contra nosotros; y para asegurar la paz y la armonía, precaviendo aquellos riesgos, no hay otro recurso que el que prescribe el derecho de gentes, el cual previene que para evitar inconvenientes tan peligrosos, las naciones hagan entre sí pactos acomodados a sus relaciones, a sus intereses y seguridad, lo que es notorio que no puede practicarse con el gobierno puramente de hecho que hoy tenemos, y con quienes se abstienen de celebrar los demás países toda clase de tratados, mientras dure su actual estado de escisión respecto de la república de México;
Que conforme a las razones y fundamentos que quedan expresados, es de absoluta necesidad establecer relaciones de amistad y unión, y si se puede, de alianza, principalmente con las naciones limítrofes, sin excluir al mismo México, de quien antes hemos sido parte integrante por nuestra libre y espontánea voluntad, pues de este modo se formarán entre sus habitantes y los nuestros estrechos vínculos, que inspirándoles al mismo tiempo una especie de confianza, aseguren su tranquilidad y contribuyan a sus mutuos goces;
Que así como puede obligarse a cualquiera de los pueblos que se hubiesen confederado al cumplimiento puntual y exacto del pacto que forme la confederación, siempre que se procure y atienda la existencia de ésta, poniéndose en práctica los medios y posibilidades de los estados comprometidos, también es justo, como exigido por una obligación sagrada, que el congreso que los representa respete y cumpla religiosamente la voluntad de sus comitentes, conservando ileso el código fundamental que constituye la asociación y la forma de gobierno, porque infringido se conmovería la asociación, y destruido, faltaría al momento la condición, la causa motiva del convenio, quedaría éste disuelto, reasumiendo los comprometidos sus derechos naturales para establecerse del modo que mejor les convenga, como ha sucedido respecto de Yucatán, siendo como ha sido patente que la constitución de 1824, bajo cuyas bases se ligaron los estados de la República mexicana, fue destruida escandalosamente por el congreso de 1836, sin tener misión legítima para el efecto ni menos facultades legales, sino sólo las arbitrarias de que usó, traicionando a su representación para variar el sistema de gobierno federal que la nación adoptó como más conforme a la felicidad y prosperidad de sus habitantes;
Que son innumerables las vejaciones y miserias de todo género que han acumulado sobre nuestro país los mandatarios de la República mexicana, ya imponiéndonos nuevas y exorbitantes contribuciones directas, ya arruinando nuestra industria y comercio con mal calculados aranceles y monstruosas pautas de comiso, ya arrancando a la agricultura porción de brazos útiles por medio de odiosos sorteos, que han hecho emigrar un número considerable de ciudadanos con detrimento de la población, ya, finalmente, haciendo salir de nuestro suelo a aquellos militares en que cifraba la conservación del orden público y la defensa exterior, para ir a encontrar una muerte casi segura en climas lejanos y mortíferos, cuya larga serie de males no podrá leerse en la posteridad sin admirar nuestro largo sufrimiento y sin censurar nuestra punible tolerancia;
Que el gabinete de México, despreciando los principios de justicia y equidad, con mengua de su decoro y el nuestro, nos ha separado en cierta manera de la unión nacional, declarando piratas nuestros buques, exponiéndolos de esta manera a las vejaciones e insultos de todas las naciones cultas y civilizadas, conforme al derecho marítimo, sin más causa que haber proclamado la restauración de un sistema de gobierno que es el más conforme con las exigencias sociales y más análogo a las circunstancias particulares de los diferentes estados que forman la nación, en cuyo favor se halla bastantemente explicada la opinión pública, no obstante la fuerza física que mantiene sofocada la expresión de los sentimientos nacionales;
Que las circunstancias políticas de México, por las continuas revoluciones que lo agitan y continuarán probablemente agitándolo, y la ninguna esperanza de que se mejore su administración por el estado lamentable en que se halla, próximo a su total ruina y a una completa disolución social, nos autorizan para entrar en el pleno goce de nuestros justos e imprescriptibles derechos, que el orden de los sucesos nos ha hecho conocer, poniéndonos en la necesidad de romper la unión para preservarnos de esos graves daños, en que no hemos sido parte y que son irremediables, pues continúan las revoluciones, que los aumentan, lejos de disminuirlos y finalmente,
Que los mismos mexicanos que aparecen estar bien avenidos con aquel desorden, confiesan su existencia y la dificultad de encontrar un remedio eficaz, cuyo concepto está corroborado en los papeles públicos que se han recibido y que se han insertado en los periódicos, en que se advierte haberse iniciado en la República de México por medio de las armas una nueva revolución, so pretexto del bien público y con miras puramente personales, cuyo resultado, sea cual fuese, debe producir indudablemente nuevas imposiciones y gabelas, y la miseria consiguiente en los pueblos.
Ha venido en decretar y sancionar los artículos siguientes:
Artículo 1o. El pueblo de Yucatán, en el pleno uso de su soberanía, se erige en república libre e independiente de la nación mexicana.
Artículo 2o. Para el régimen administrativo de la república yucateca, se declaran vigentes e inalterables, en todo lo que sea compatible con la independencia proclamada, las bases de la constitución sancionada y publicada en 31 de marzo último.
Artículo 3o. El actual congreso se declara facultado para hacer las modificaciones y adiciones constitucionales que requiere la nueva forma que debe darse a la administración pública, en la que no habrá más que un solo fuero.
Artículo 4o. Todos los empleados elegidos o nombrados constitucional y legalmente, continuarán en el ejercicio de sus destinos, y serán renovados en los periodos que designa el código fundamental.
Artículo 5o. La república yucateca goza de plena libertad y facultad de entrar en relaciones directas, y de celebrar pactos y tratados con todos los gobiernos establecidos en las demás naciones.
Artículo 6o. La república de Yucatán reconoce y se obliga a pagar la parte que proporcionalmente le corresponda de la deuda extranjera que haya contraído la nación mexicana hasta el 18 de febrero de 1840, previa liquidación y según bases que acuerde su gobierno.
Artículo 7o. La república yucateca ofrece asilo y particular protección a todos los naturales del continente septentrional que sean perseguidos por sus opiniones políticas.
Artículo 8o. La república yucateca admite en su territorio a todo hombre honrado, sea cual fuere su nación y creencia religiosa.
Sala de Comisiones de la Cámara de Diputados, en Mérida, octubre 1o. de 1841.